# Albizia lebbekoides
Albizia lebbekoides är en ärtväxtart som först beskrevs av Dc., och fick sitt nu gällande namn av George Bentham. Albizia lebbekoides ingår i släktet Albizia och familjen ärtväxter. Inga underarter finns listade i Catalogue of Life.